# عرب-بربر
العرب البربر هي مجموعة عرقية لغوية من المغرب العربي، وهي منطقة شاسعة من شمال أفريقيا في الجزء الغربي من الوطن العربي على طول البحر الأبيض المتوسط والمحيط الأطلسي. العرب البربر هم أناس من أصول عربية وأمازيغية مختلطة، يتحدث معظمهم لغة مغاربية مختلفة كلغتهم الأم، على الرغم من أن حوالي 16 إلى 25 مليون يتحدثون لغات أمازيغية مختلفة. يعرف العديد من الأمازيغ العرب في المقام الأول بأنهم عرب وثانيون بربريون.
حددت معظم الدراسات الوراثية أن العرب المغاربيون والبربر المغاربيين متطابقان جينيًا تقريبًا، مما يجعل التعريب ظاهرة ثقافية أكثر منها جينية. نشأت الهوية العربية البربرية نتيجة الفتح الإسلامي للمغرب، والتزاوج بين العرب الذين هاجروا إلى تلك المناطق والمحليين الأفارقة الرومان وغيرهم من الأمازيغ؛ بالإضافة إلى ذلك، غزت قبائل بنو هلال وبنو سليم العربية التي نشأت في شبه الجزيرة العربية وتزاوجت مع السكان الريفيين المحليين بشكل رئيسي من البربر، وكانت عاملاً رئيسياً في التعريب اللغوي والثقافي والعرقي للمغرب العربي. يشكل الأمازيغ المعرَّبون النواة والغالبية العظمى من السكان الأصليين في الجزائر، ليبيا، المغرب وتونس، وحوالي ثلث سكان موريتانيا.
يتحدث الأمازيغ العرب بشكل أساسي متغيرات من اللغة العربية المغاربية التي تشكل سلسلة متصلة من أصناف مفهومة بشكل متبادل إلى حد ما معروفة باسم الدارجة والتي تعني اللغة اليومية أو العامية. تحافظ اللغة العربية المغربية على لغة بربرية كبيرة، الطبقة السفلية اللاتينية وربما البونية الجديدة مما يجعلها مميزة تمامًا وغير مفهومة بشكل متبادل إلى حد كبير لأنواع أخرى من اللغة العربية المنطوقة خارج المغرب العربي. علاوة على ذلك، لديهم أيضًا العديد من الكلمات المستعارة من الفرنسية، التركية، الإيطالية والإسبانية. اللغة العربية الفصحى الحديثة هي تستخدم كلغة مشتركة.
كان للهوية العربية البربرية عصرها الذهبي في العصور الوسطى في الأندلس حيث كانت سائدة لقرون. قام الغزاة والحكام العرب بعد ذلك بنقل أعداد كبيرة من شمال أفريقيا لتعبئة الأراضي التي تم فتحها والخدمة في الجيوش والإدارة والقصور الملكية. قرب نهاية الوجود الإسلامي في شبه الجزيرة الإيبيرية، استولى الأمازيغ بالفعل على السلطة في غالبية المدن الخاضعة للسيطرة الإسلامية ولكن بعد دمج مكون عربي رئيسي في هويتهم، بالإضافة إلى تبني كامل للدين الإسلامي.